# Estació de Castillejo-Añover
L'estació de Castillejo-Añover és una estació ferroviària situada al municipi espanyol d'Aranjuez, a la Comunitat de Madrid però molt a prop d'Añover de Tajo a la província de Tolèdol, comunitat autònoma de Castella-La Manxa. Té serveis de mitjana distància operats per Renfe. Té també funcions logístiques.

## Línia
- Línia 300 (es) (Madrid - Castillejo-Añover - València)
- Línia 312 (es) (Castillejo-Añover - Algodor)

## Història
L'estació fou inaugurada el 12 de setembre de 1853 amb l'obertura del tram Aranjuez-Tembleque de la línia fèrria entre Madrid i Almansa que prolongava el traçat original entre Madrit i Aranjuez i que tenia per objectiu final arribar fins a Alacant. Fou construïda per part de la Companyia del Camí de Ferro de Madrid a Aranjuez que tenia a José de Salamanca com el seu principal impulsor. L'1 de juliol de 1856 José de Salamanca, que s'havia unit amb la família Rothschild i amb la companyia du Chemin de Fer du Grand Central obtingueren la concessió de la línia Madrit-Saragossa que unida a la concessió entre Madrit i Alacant donaria lloc al néixement de la Companyia de los Ferrocarrils de Madrit a Saragossa i Alacant o MZA. El 12 de juny de 1858 esta última completà els seus enllaços ferroviaris a la zona amb un ramal de 26 quilòmetres a Tolèdol. El 1941 la nacionalització de ferrocarril a Espanya suposà la integració de MZA a la recent creada RENFE.
El tram Castillejo-Añover a Tolèdol fou electrificat el 13 de setembre de 1965. El 2 de juliol de 2003 circulà l'últim tren destí Tolèdol, cortant la via a l'altura de l'estació d'Algodor.
Des del 31 de desembre de 2004 Renfe Operadora explota la línia mentre que Adif és la titular de les instal·lacions ferroviàries.

## L'estació
L'edifici per a viatgers és una àmplia estructura de base rectangular i planta única a excepció de la seua part central que té dues altures. Posseeix quatre andanes, dos d'ells laterals i dos centrals (l'edifici de viatgers) i vuit vies. El canvi d'andanes es realitza a nivell. L'andana central del costat de trens cap Alcázar de San Juan està cobert per una marquesina realitzada en acer fundit, parcialment desmantelada a l'actualitat. A prop de l'estació es conserva encara l'antiga torres d'enclavaments.
Si bé el recinte mai es caracteritzà per un gran volumen de viatgers, feia les funcions d'intercambiador entre les línies Madrit-Alcázar i Aranjuez-Tolèdol, deixà de tindre sentit com a intercambiador, el que va suposar una pèrdua notable de viatgers.
La presència d'indústries properes com a les cementeres Asland i Iberia van fer que el lloc tingués un tràfic elevat de trens de mercaderies. No obstant això, el seu llunyament dels núcleus urbans, la dificultat per a accedre a ella (només hi ha accés per camins sense asfaltar) i l'escassa oferta de trens amb parada (només n'hi paren dos al dia) l'han dut pràcticament a una situació d'abandonament

## Serveis ferroviaris
| Línia MD | Trens | Origen/Destí     |  | Destí/Origen                 |
| -------- | ----- | ---------------- |  | ---------------------------- |
| 57       | MD    | Madrid-Chamartín |  | Alcázar de San Juan Albacete |